# Tanville
Tanville est une commune française, située dans le département de l'Orne en région Normandie, peuplée de 228 habitants.

## Géographie
| Le Cercueil, La Lande-de-Goult                              | Le Cercueil          | Saint-Hilaire-la-Gérard                                              |
| La Lande-de-Goult                                           | Tanville             | La Ferrière-Béchet                                                   |
| La Lande-de-Goult, Saint-Didier-sous-Écouves (par un angle) | Fontenai-les-Louvets | La Ferrière-Béchet, Le Bouillon (par un angle), Fontenai-les-Louvets |

### Hydrographie
La commune est située dans le bassin Seine-Normandie. Elle est drainée par la Sennevière, la Thouane, le cours d'eau 01 de l'Étre Haie, le fossé 01 du Bout du Bois, le fossé 01 du Douar, le fossé 01 du Grillé et  et un autre petit cours d'eau.
La Sennevière, d'une longueur de 14 km, prend sa source dans la commune , près du hameau de la Verrerie du Gast, et se jette  dans l'Orne à Mortrée, après avoir traversé quatre communes. 

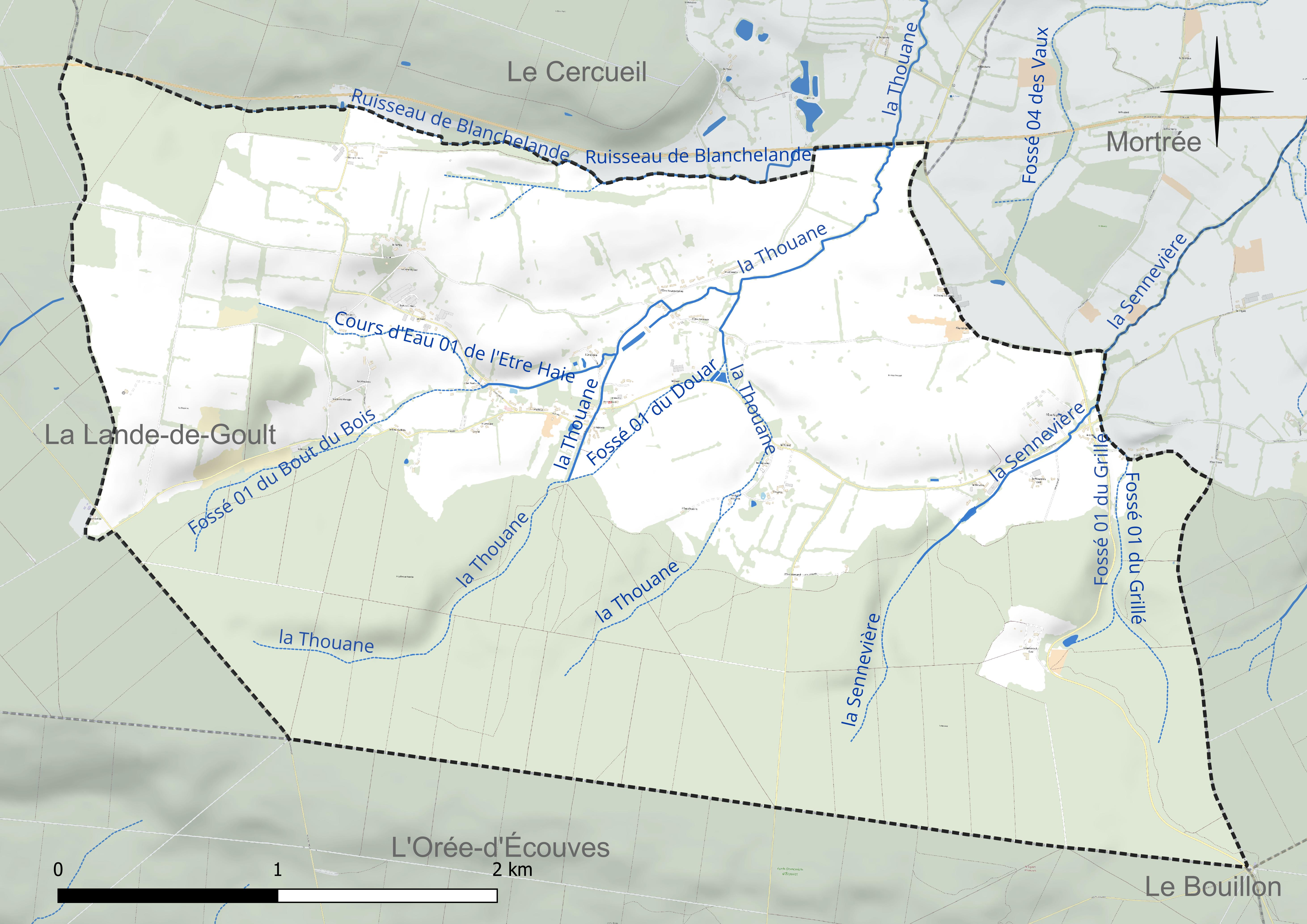
Réseau hydrographique de Tanville.

La Thouane, d'une longueur de 18 km, prend sa source dans la commune , dans la forêt d'Écouves près du hameau des Bruyères, et se jette  dans l'Orne à Mortrée, après avoir traversé quatre communes. 

### Climat
Pour des articles plus généraux, voir Climat de la Normandie et Climat de l'Orne.
En 2010, le climat de la commune est de type climat océanique altéré, selon une étude du CNRS s'appuyant sur une série de données couvrant la période 1971-2000. En 2020, Météo-France publie une typologie des climats de la France métropolitaine dans laquelle la commune est dans une zone de transition entre le climat océanique et le climat océanique altéré et est dans la région climatique Normandie (Cotentin, Orne), caractérisée par une pluviométrie relativement élevée (850 mm/a) et un été frais (15,5 °C) et venté. Parallèlement le GIEC normand, un groupe régional d’experts sur le climat, différencie quant à lui, dans une étude de 2020, trois grands types de climats pour la région Normandie, nuancés à une échelle plus fine par les facteurs géographiques locaux. La commune est, selon ce zonage, exposée à un « climat contrasté des collines », correspondant au Bocage normand, bien arrosé, voire très arrosé sur les reliefs les plus exposés au flux d’ouest, et frais en raison de l’altitude.
Pour la période 1971-2000, la température annuelle moyenne est de 9,5 °C, avec une amplitude thermique annuelle de 14,3 °C. Le cumul annuel moyen de précipitations est de 829 mm, avec 13,2 jours de précipitations en janvier et 7,4 jours en juillet. Pour la période 1991-2020, la température moyenne annuelle observée sur la station météorologique la plus proche, située sur la commune d'Alençon à 17 km à vol d'oiseau, est de 11,3 °C et le cumul annuel moyen de précipitations est de 743,7 mm,. Pour l'avenir, les paramètres climatiques de la commune estimés pour 2050 selon différents scénarios d’émission de gaz à effet de serre sont consultables sur un site dédié publié par Météo-France en novembre 2022.

## Urbanisme

### Typologie
Au 1er janvier 2024, Tanville est catégorisée commune rurale à habitat très dispersé, selon la nouvelle grille communale de densité à sept niveaux définie par l'Insee en 2022.
Elle est située hors unité urbaine. Par ailleurs la commune fait partie de l'aire d'attraction d'Alençon, dont elle est une commune de la couronne,. Cette aire, qui regroupe 89 communes, est catégorisée dans les aires de 50 000 à moins de 200 000 habitants,.

### Occupation des sols
L'occupation des sols de la commune, telle qu'elle ressort de la base de données européenne d’occupation biophysique des sols Corine Land Cover (CLC), est marquée par l'importance des forêts et milieux semi-naturels (50 % en 2018), une proportion identique à celle de 1990 (50 %). La répartition détaillée en 2018 est la suivante : 
forêts (44,1 %), prairies (28 %), terres arables (18,1 %), milieux à végétation arbustive et/ou herbacée (5,9 %), zones agricoles hétérogènes (2 %), zones urbanisées (1,9 %). L'évolution de l’occupation des sols de la commune et de ses infrastructures peut être observée sur les différentes représentations cartographiques du territoire : la carte de Cassini (XVIIIe siècle), la carte d'état-major (1820-1866) et les cartes ou photos aériennes de l'IGN pour la période actuelle (1950 à aujourd'hui).

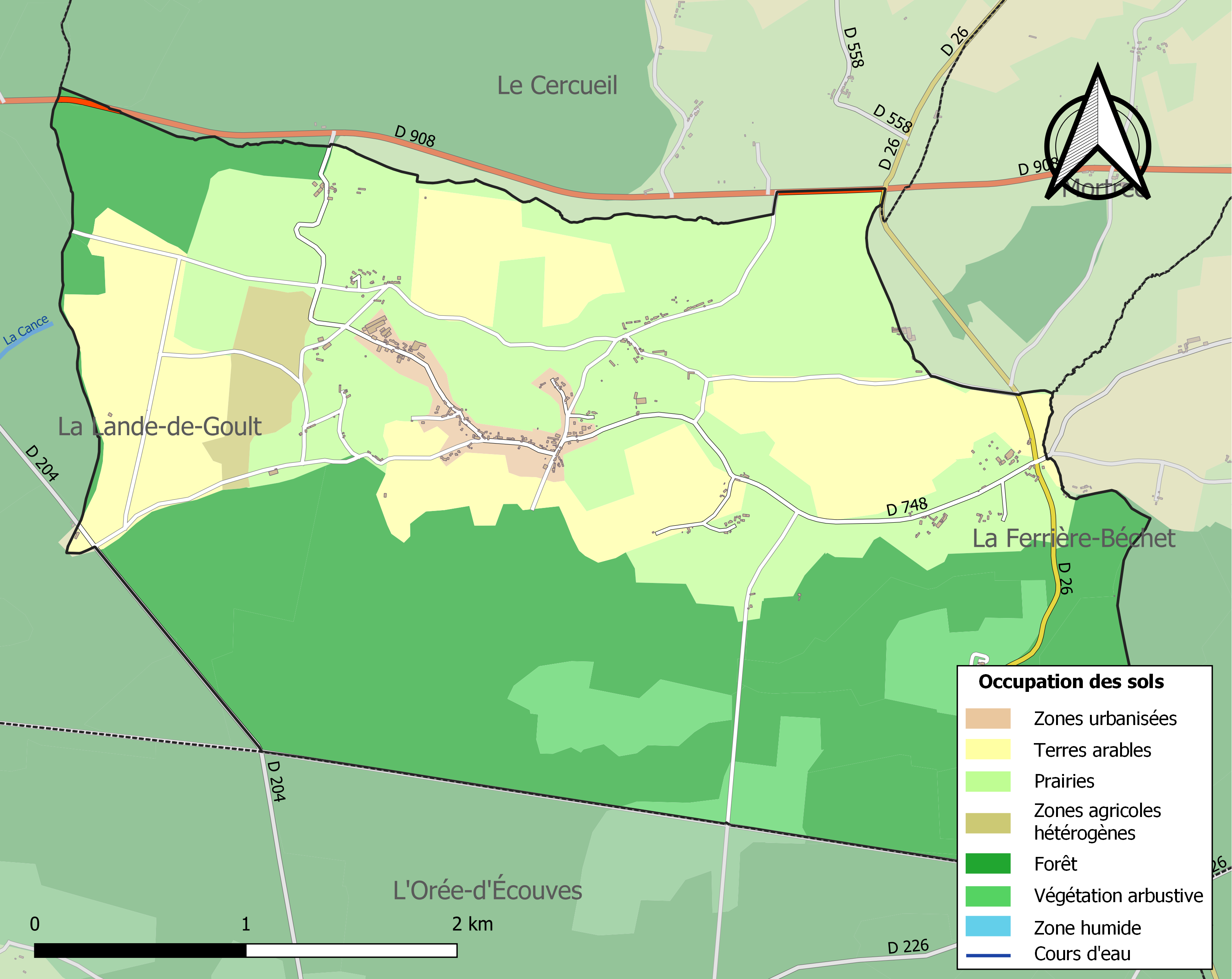
Carte des infrastructures et de l'occupation des sols de la commune en 2018 (CLC).

## Toponymie
Si l'origine de l'élément -ville est en toponymie clairement attribuée à l'ancien français ville dans son sens originel hérité du latin villa rustica, « domaine rural », l'origine du premier élément n'est pas déterminée. Dauzat & Rostaing proposent  de le rapprocher du gaulois tann qui désigne le chêne, qui a donné le français tan qui est une poudre d’écorce de chêne servant à « tanner » les peaux. En l'absence de forme toponymique ancienne, cela reste toutefois de la conjecture.
Histoire

## Politique et administration
| Période                                  | Période       | Identité          | Étiquette | Qualité                                  |
| ---------------------------------------- | ------------- | ----------------- | --------- | ---------------------------------------- |
| ?                                        | 1944          | Camille Ollivier  |           | Exécuté le 12 juin 1944                  |
| 1973                                     | 1995          | Alphonse Lasseur  |           | Décédé le 23 décembre 2017               |
| 1995                                     | novembre 2019 | Guy Cousin        | SE        | Agriculteur (décédé le 16 novembre 2019) |
| janvier 2020                             | mai 2020      | Jean-Yves Manguin | SE        |                                          |
| mai 2020                                 | En cours      | Jean-Marie Taupin | SE        |                                          |
| Les données manquantes sont à compléter. |               |                   |           |                                          |

Le conseil municipal est composé de onze membres.

## Démographie
L'évolution du nombre d'habitants est connue à travers les recensements de la population effectués dans la commune depuis 1793. Pour les communes de moins de 10 000 habitants, une enquête de recensement portant sur toute la population est réalisée tous les cinq ans, les populations de référence des années intermédiaires étant quant à elles estimées par interpolation ou extrapolation. Pour la commune, le premier recensement exhaustif entrant dans le cadre du nouveau dispositif a été réalisé en 2008.
En 2022, la commune comptait 228 habitants, en évolution de +2,24 % par rapport à 2016 (Orne : −3,21 %, France hors Mayotte : +2,11 %).
Tanville a compté jusqu'à 708 habitants en 1866.
| 1793 | 1800 | 1806 | 1821 | 1836 | 1841 | 1846 | 1851 | 1856 |
| ---- | ---- | ---- | ---- | ---- | ---- | ---- | ---- | ---- |
| 580  | 569  | 604  | 588  | 559  | 594  | 605  | 618  | 634  |

| 1861 | 1866 | 1872 | 1876 | 1881 | 1886 | 1891 | 1896 | 1901 |
| ---- | ---- | ---- | ---- | ---- | ---- | ---- | ---- | ---- |
| 688  | 708  | 671  | 705  | 690  | 646  | 450  | 406  | 391  |

| 1906 | 1911 | 1921 | 1926 | 1931 | 1936 | 1946 | 1954 | 1962 |
| ---- | ---- | ---- | ---- | ---- | ---- | ---- | ---- | ---- |
| 348  | 329  | 310  | 351  | 322  | 284  | 332  | 321  | 302  |

| 1968 | 1975 | 1982 | 1990 | 1999 | 2006 | 2008 | 2013 | 2018 |
| ---- | ---- | ---- | ---- | ---- | ---- | ---- | ---- | ---- |
| 296  | 232  | 207  | 209  | 260  | 263  | 264  | 229  | 232  |

| 2022 | - | - | - | - | - | - | - | - |
| ---- | - | - | - | - | - | - | - | - |
| 228  | - | - | - | - | - | - | - | - |

## Économie
Une industrie verrière s'est développée à Tanville depuis l'Ancien Régime.

## Lieux et monuments
- Bornes de la forêt d'Écouves faisant l'objet d'une inscription au titre des Monuments historiques depuis le 15 avril 1987, en partie sur la commune[33].
- Église Saint-Martin. Elle abrite une Vierge à l'Enfant et deux tableaux, classés à titre d'objets[34].
- Stèle de 1971 à la mémoire d'Albert Giroux (1907-1944), journaliste, résistant, fusillé dans la commune[35].